# آکیرا ساساکی
آکیرا ساساکی (انگلیسی: Akira Sasaki؛ زادهٔ ۲۶ سپتامبر ۱۹۸۱) اسکی‌باز آلپاین اهل ژاپن است.